# Xenofobia

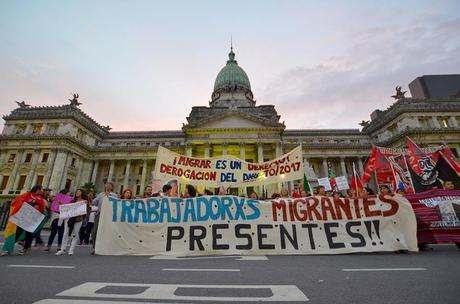
Marcha contra la xenofobia laboral en Argentina.

La xenofobia (/seno'fobja/) es el rechazo u odio al extranjero o inmigrante, cuyas manifestaciones pueden ir desde el simple rechazo, pasando por diversos tipos de agresiones y, en algunos casos, desembocar en el asesinato inclusive. La mayoría de las veces la xenofobia se basa en el sentimiento exacerbado del nacionalismo, aunque también puede ir unida al racismo, o discriminación ejercida en función de la etnia.

Toda distinción, exclusión, restricción o preferencia basada en motivos de raza, color, linaje u origen nacional o étnico que tenga por objeto o por resultado anular o menoscabar el reconocimiento, goce o ejercicio, en condiciones de igualdad, de los derechos humanos y libertades fundamentales en las esferas política, económica, social, cultural o en cualquier otra esfera de la vida pública.
 Artículo 1.º de CERD

Al margen de su consideración ética, la xenofobia puede ser un delito. Numerosos Estados tienen tipificadas como delito las conductas racistas y xenófobas. La Comunidad Europea aprobó en septiembre de 2008, una ley contra el racismo y la xenofobia, teniendo los países miembros un plazo de un año para adaptar sus legislaciones a esta ley.
Su antónimo es filoxenia.

## Historia

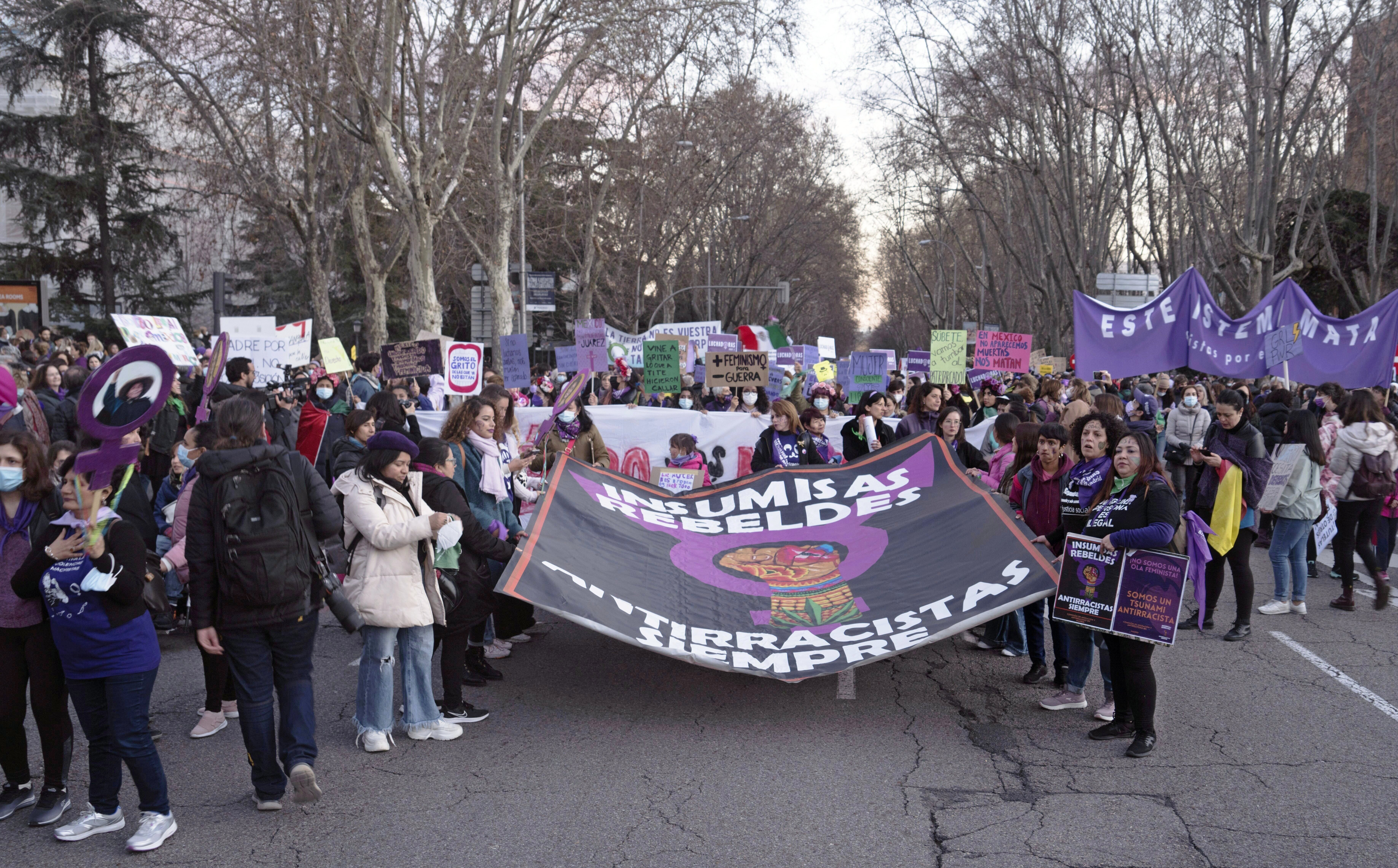
Contra la doble discriminación: de género y racista y xenófoba

Probablemente las raíces de la xenofobia se encuentren en nuestra hominización. La organización de los primeros grupos humanos conllevaría enfrentamientos y probables exterminios entre grupos vecinos. El sentimiento xenófobo, la prevención frente al extranjero, así, sería un rasgo evolutivo arcaico. Con la formación de sociedades amplias y permeables y el trasvase de información entre estas sociedades, veríamos al extranjero como portador de esa información y conocimiento. En nosotros coexistirían ambos arquetipos: negativo y positivo; estando en nosotros la racionalización y contención del sentimiento xenófobo, el miedo al diferente, que podría ser innato, reminiscente de nuestra historia evolutiva (lo que justificaría su difícil erradicación y la fácil asimilación de los discursos xenófobos y racistas).

Ciertamente, aquellos que, por inclinación propia o formación recibida, pudieron beber de la «leche de las humanidades» y aprendieron, de las propias flaquezas, la dura lección de la imperfección y la vulgaridad humanas, esos saben oponerse, de un modo al que llamaríamos natural, [...] a toda doctrina racista, cualquiera que sea su origen y fundamentación, de raza o de frontera, de color o de sangre, de casta o religión.
José Saramago.

En la Grecia clásica pueden descubrirse ya rasgos xenófobos, unos rasgos que se aprecian en los escritos platónicos: la sobrevaloración de la «polis», de la propia cultura en detrimento de las demás. En la historia, dependiendo de las civilizaciones y culturas que han entrado en contacto, se ha manifestado xenofobia entre estas civilizaciones y culturas. Así surge el antijudaísmo, el racismo contra las etnias americanas, el racismo colonial y neocolonial europeo en África, la repulsa a los gitanos.
El siglo XX, su primera mitad, fue especialmente trágica con el exterminio de millones de personas, justificado por la xenofobia y el racismo. El juicio de Núremberg puso fin a ese periodo y se suponía concluido. La realidad es que los movimientos nazis, neonazis, racistas y xenófobos han persistido, y reaparecen con mayor fuerza en los momentos de crisis, propicios para despertar los sentimientos xenófobos. En la actualidad, la comunidad internacional muestra una creciente preocupación por la proliferación de estos grupos que, principalmente, se infiltran en movimientos sociales y encuadrados en partidos de ultraderecha.

## Consideración actual
Todas las protestas, todos los clamores, todas las proclamaciones contra el racismo y la xenofobia son justos, necesarios y bienvenidos.
José Saramago.

La xenofobia, el odio y el rechazo al forastero, es un prejuicio arraigado en el individuo y en la sociedad. Dirigido al individuo, al colectivo o a ambos, se manifiesta en su forma más leve con la indiferencia, la falta de empatía hacia el extranjero, llegando hasta la agresión física y el asesinato. «Entre los prejuicios xenófobos o racistas más extendidos están la superioridad cultural del mundo occidental (eurocentrismo), el temor a la pérdida de la propia identidad, la vinculación del paro y la delincuencia a los emigrantes, y el robo y el tráfico de drogas a los gitanos». El extranjero se convierte en el elemento amenazante en la percepción xenófoba.
El discurso xenófobo se centra en la actualidad en la inmigración, proclama la superioridad de la cultura propia y pone como excusa a su rechazo xenófobo la falta de respuesta a sus pretensiones de que los inmigrantes asimilen esa cultura, renunciando a su cultura anterior que consideran inferior. Cuando la afirmación cultural puede considerarse como un derecho que debe armonizarse con la legislación y la cultura receptoras.

El derecho del inmigrante a mantener sus diferencias culturales solo podrá ser posible cuando las sociedades receptoras renuncien a la ideología de la asimilación pura y simple de las comunidades extranjeras, para consentir la cohabitación de comunidades diferentes. Solo de esa manera la inmigración dejará de ser vista como un peligro para la identidad cultural para pasar a ser concebida como una posibilidad de enriquecimiento de esa cultura.
Lelio Mármona, Derechos Humanos y políticas migratorias.

A la censura moral de la xenofobia se une que en numerosos países es también un delito. El 16 de septiembre de 2008, en la cumbre de Bruselas, la Comunidad Europea aprobó la Ley contra la Xenofobia y el Racismo que contempla condenar hasta con tres años de cárcel los comportamientos xenófobos y racistas. Los Estados miembros deberán adaptar sus legislaciones en el plazo de dos años para contemplar como delito:
- La incitación pública a la violencia o al odio dirigidos contra un grupo de personas o un miembro de tal grupo, definido en relación con la raza, el color, la religión, la ascendencia o el origen nacional o étnico.
- La comisión de uno de los actos a los que se refiere el apartado anterior mediante la difusión o reparto de escritos, imágenes u otros materiales.
- La apología pública, la negación o la trivialización flagrante de los crímenes de genocidio, crímenes contra la humanidad y crímenes de guerra dirigida contra un grupo de personas definido en relación con la raza, el color, la religión, la ascendencia o el origen nacional o étnico.[12]

«No podemos dejar de resaltar que a contrapeso de actitudes discriminatorias, racistas y xenofóbicas, existen también experiencias de apertura, acercamiento, involucramiento que genera redes de solidaridad y espacios de intercambio, aprendizajes que construyen la interculturalidad.»